# Чапмен (район Канберры)
35°21′25″ ю. ш. 149°02′24″ в. д.

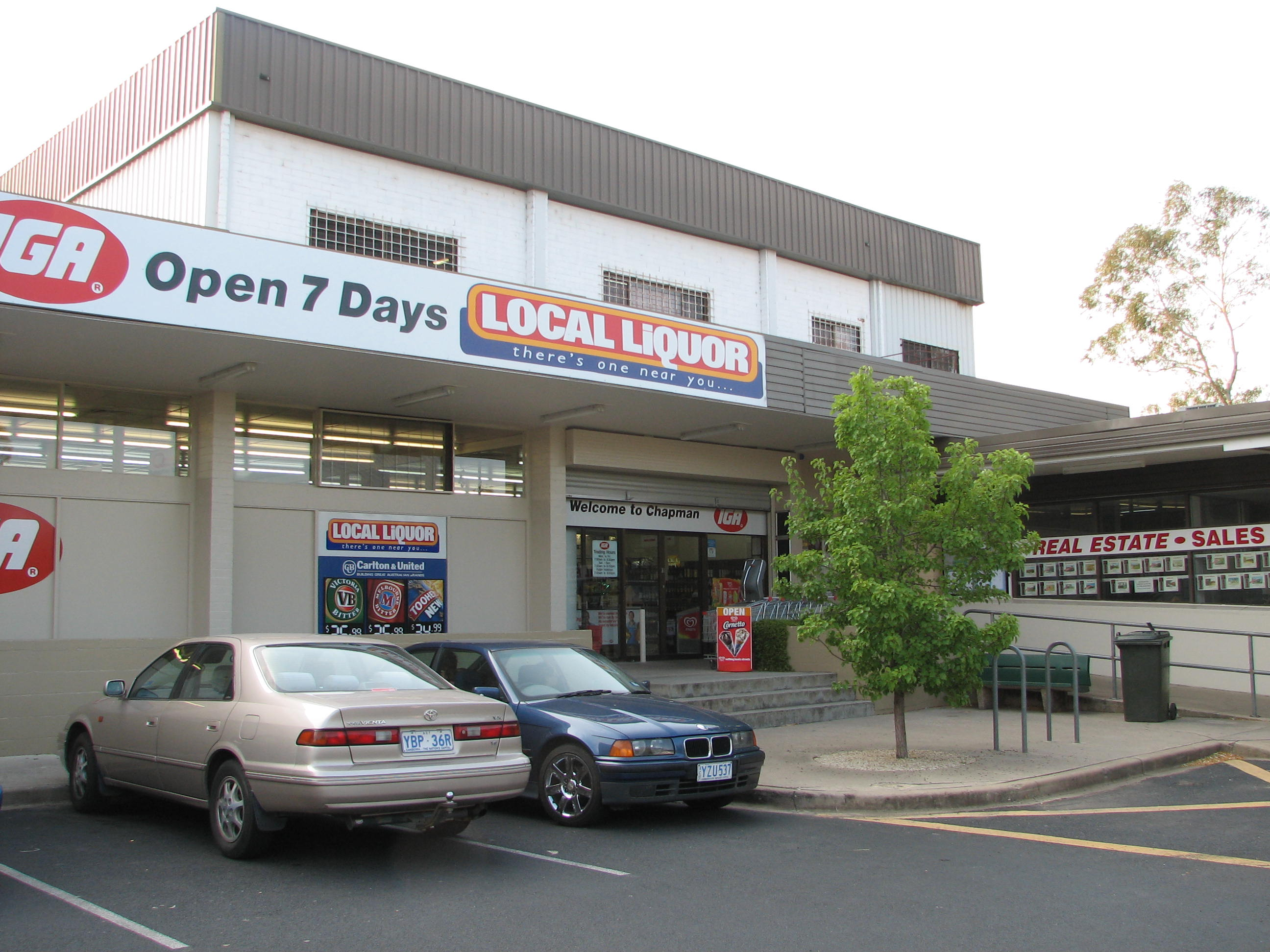
Торговый центр в Чапмене

Чапмен (англ. Chapman) — район округа Уэстон-Крик в городе Канберра (Австралийская столичная территория) в Австралии. Площадь — 1,9 км2. Население — 2723 чел. (2011). Плотность — 1430 чел./км2. Почтовый индекс — 2611. Входит в территориальный избирательный округ Молонгло и федеральный избирательный округ Канберра.
Район основан 2 июля 1970 года. Назван в честь австралийского политика Остина Чепмена (1864—1926), министра в правительствах Альфреда Дикина и Стэнли Брюса.
Улицы Чапмена часто используются австралийской киноиндустрией для панорамных съёмок. На улице Перри-драйв находится Чапменская начальная школа, предназначенная для учащихся до 6 лет.